# Las nuevas aventuras de Lucky Luke (serie de animación 2001)
Las nuevas aventuras de Lucky Luke (Les Nouvelles Aventures de Lucky Luke) es una serie de animación francesa de 52 episodios de 25 minutos, creada a partir de los cómics de Lucky Luke de Morris, producida por Xilam y emitida en Francia a partir del 16 de septiembre de 2001 en el canal France 3 en prime-time.

## Sinopsis
Las nuevas aventuras del cow-boy solitario Lucky Luke, que se enfrenta a los malvados bandidos del Oeste.

## Ficha técnica
- Producción: Xilam, Dargaud Marina, France 3, France 2
- Estudio de animación: Pasi
- Creación des personajes: Charles Vaucelle, Hugo Gittard, Thierry Gérard
- Realización: Olivier Jean-Marie
- Producción: Marc du Pontavice
- Productor ejecutivo: Aziza Ghalila
- Guion: Jean-François Henri, Jean-Luc Fromental
- Animación: Anthony Pascal, Sandra Derval, Séga Favre
- Dirección de la animación: Jean-Christophe Dessaint
- Dirección artística: Jean Journeaux
- Decorados: Jean Journeaux, Zyk, Richard Despres, Stéphane Andreae
- Músicas: Ramon Pipin, Hervé Lavandier

## Episodios
- 01 La ruleta india
- 02 El último búfalo
- 03 El tesoro de los Dalton
- 04 Viva Hollywood
- 05 Lucky Luke conoce a Lucky Luke
- 06 Liki Liki
- 07 Lucky Luke contra Sherlock Holmes
- 08 Paz, amor y los Dalton
- 09 Los príncipes payasos
- 10 El cowboy volador
- 11 Fuerte Custer
- 12 La Navidad de los Dalton
- 13 Por un puñado de Daltons
- 14 Los Dalton se convierten en indiguenas
- 15 Lucky Luke en Alaska
- 16 Amor esposado
- 17 Buitres sobre la pradera
- 18 Desafortunado en amores
- 19 Fantasmas y gaitas
- 20 El sindicato de los desesperados
- 21 Comodoro
- 22 Un nuevo papa para los Dalton
- 23 La Batalla
- 24 Justicia para los Dalton
- 25 Don Quijote de Texas
- 26 Los Dalton por partida doble
- 27 Amor prohibido
- 28 Lola Montes
- 29 ¿Crees en los marcianos?
- 30 Un golpe de suerte para los Dalton
- 31 La Bestia de Alabama
- 32 Los Dalton vuelan alto
- 33 Los espías
- 34 Billy el niño y su banda
- 35 Custermania
- 36 La competencia de los médicos
- 37 Los Dalton en el rancho
- 38 Un cañón para los Dalton
- 39 Los Dalton caritativos
- 40 Los Cazadores
- 41 Los fantasmas de los Dalton
- 42 Necesito un testigo
- 43 El bebé de los Dalton
- 44 El retorno de Liki Liki
- 45 El Talismán de los Narigudos
- 46 La venganza de los Dalton
- 47 Los Dalton contra Billy el Niño
- 48 Los Dalton meten la pata
- 49 Los Dalton de uniforme
- 50 Bahía de la Secuoya
- 51 Se busca una mujer
- 52 El maestro de escuela

## Comentarios
Diez años después de la última serie de Lucky Luke, Xilam comienza la producción de nuevos episodios. El deseo de Marc Pontavice para esta serie es que deben cubrir la diferencia entre las series ya terminadas, que tienen edades comprendidas entre los cómics y que no han envejecido ...¡Y lo que es más en la escritura y la implementación de 52 nuevos episodios! ¡Un verdadero reto! El salto de Pontavice Marc Olivier Jean Marie
y se levantó la mano: Con un presupuesto de 120 millones de francos(algo más de 18 millones de Euros), la serie "The New Adventures of Lucky Luke" comienza a producirse.
Para establecer el pleno respeto de la "pata" de Morris. Los escenarios son para no quedarse atrás, el sistema de escritura "goscinnyen"
se respeta en la coma: el tratamiento de los temas son muy similares a su método, y las referencias a la sociedad de hoy abundan
(de estacionamiento para los caballos ,...), así como las caricaturas que rondan los episodios (Woody Allen, Roberto Begnini, garcimore, etc ...), así como referencias históricas (los hermanos Lumière, Lola Montez, el General Custer, etc ...) y el regreso de los míticos personajes de la serie (Billy the Kid, Calamity Jane, Ma Dalton, ...).
Olivier Jean Marie, con su experiencia en dibujos animados mantiene todas sus promesas tanto por el ritmo que nos mantiene en 
suspenso, como una dinámica e innovadora elaboración. A pesar de la lejanía de estudio de los socios (Francia, Corea, Canadá),
es director artístico para lo menos "intervencionista" mantiene la coherencia de diseño en todo los 52 episodios.
Esta serie también goza del raro privilegio de una emisión en prime time.
Esta serie se estrenó en España a finales de 2004.

### Enlaces relacionados
- Lucky Luke : cómic
- Lucky Luke : serie de televisión animada de 1984
- Lucky Luke : serie de televisión animada de 1991

- Datos: Q1620528